# Râul Valea Boului, Siret
Râul Valea Boului este un curs de apă, afluent al râului Siret. 